# Artisanat et arts populaires à Mexico

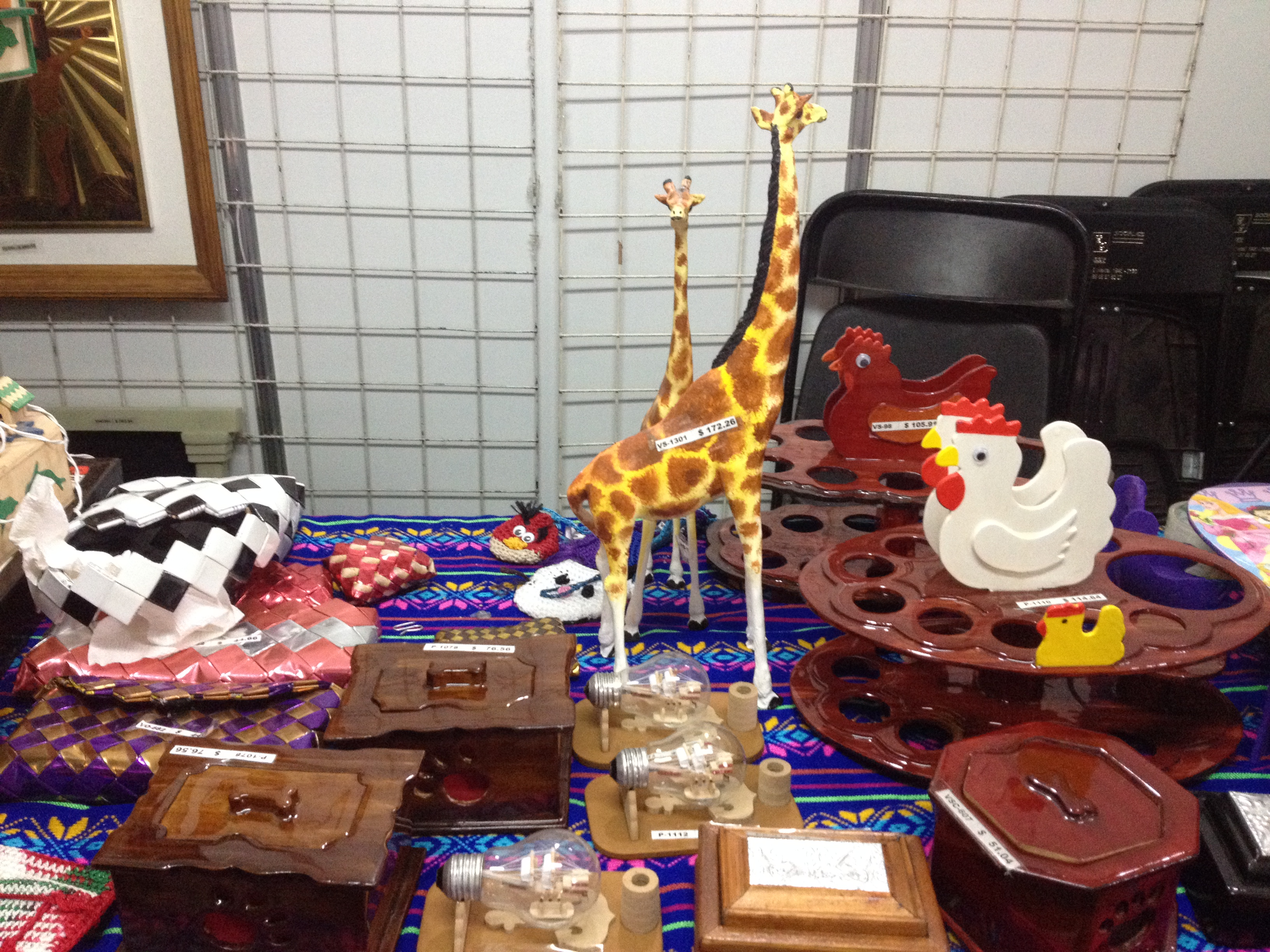
Objets d'artisanat fabriqués dans le cadre d'un programme de la prison de Mexico.

L'artisanat et les arts populaires à Mexico constituent un microcosme de la production artisanale dans la majeure partie du reste du pays. L'une des raisons en est que la ville a attiré la migration en provenance d'autres parties du Mexique, apportant ces métiers et leur production à la capitale. L'artisanat le plus important de la ville est le travail d'une matière en papier dur appelée cartonería, utilisée pour fabriquer des piñatas et d'autres articles liés aux diverses célébrations annuelles. Ce matériau est également utilisé pour fabriquer des créatures fantastiques appelées alebrijes, qui ont vu le jour au XXe siècle. Bien qu'il y ait de l'artisanat fabriqué dans la ville, la capitale est mieux connue pour la vente et la promotion de l'artisanat d'autres régions du pays, qu'il s'agisse de produits de qualité, très traditionnels ou de curiosités bon marché, dans des magasins ou auprès des petits vendeurs, dans la rue.

## Histoire
Historiquement, la vallée de Mexico est devenue, avec la montée de l'Empire aztèque, un centre de production de biens réalisés en Mésoamérique, apportant des biens travaillés dans la région à la fois par le commerce et pour rendre un hommage à quelque dignitaire ou divinité. Après la chute de Tenochtitlan en 1521, ce système d'hommage s'est poursuivi, avec l'ajout de systèmes espagnols, comme la montée des guildes pour produire un certain nombre de pièces. Cependant, beaucoup d'artisanat indigène a survécu.
En 1529, Pierre de Gand fonde la première école d'artisanat de la ville, dans la chapelle de San José de los Naturales du monastère de San Francisco. C'est ainsi qu'a commencé le processus de mélange des influences autochtones et européennes dans ces métiers, en particulier dans l'esthétique. L'école n'a pas duré longtemps parce que les artisans autochtones avaient une tradition artisanale bien développée qui leur permettait d'adapter rapidement les technologies européennes telles que le tour de potier et le métier à pédales.
L'artisanat continue d'être produit dans la Vallée de Mexico, bien que certains, comme la vannerie, aient essentiellement disparu comme les matières premières. La Révolution mexicaine a provoqué une migration vers la ville, qui se poursuit encore aujourd'hui, amenant des artisans avec de nouveaux produits et/ou techniques. Pour cette raison, la capitale est une sorte de microcosme des différents métiers d'art du pays.
Alors qu'autrefois, les ateliers étaient organisés dans la ville par type, par exemple l'ancienne rue Plateros (aujourd'hui Madero), aujourd'hui, les magasins et les ateliers sont dispersés dans toute la ville sans que cela soit systématique, avec des familles artisanales dans huit des quartiers de la ville. Cependant, selon Walther Boelsterly, directeur du Museo de Arte Popular, le travail de l'artisanat est en train de disparaître dans la capitale car les salaires sont trop bas pour que beaucoup puissent continuer, et les matières premières deviennent rares ou trop chères.
Des organismes fédéraux, municipaux et privés se sont employés à préserver et à promouvoir l'artisanat de divers types pour des raisons à la fois culturelles et économiques,,. Une initiative privée a été le projet Miss Lupita, dans le but de revitaliser un type de fabrication de poupées qui a pratiquement disparu
.

## Cartoneria et alebrijes

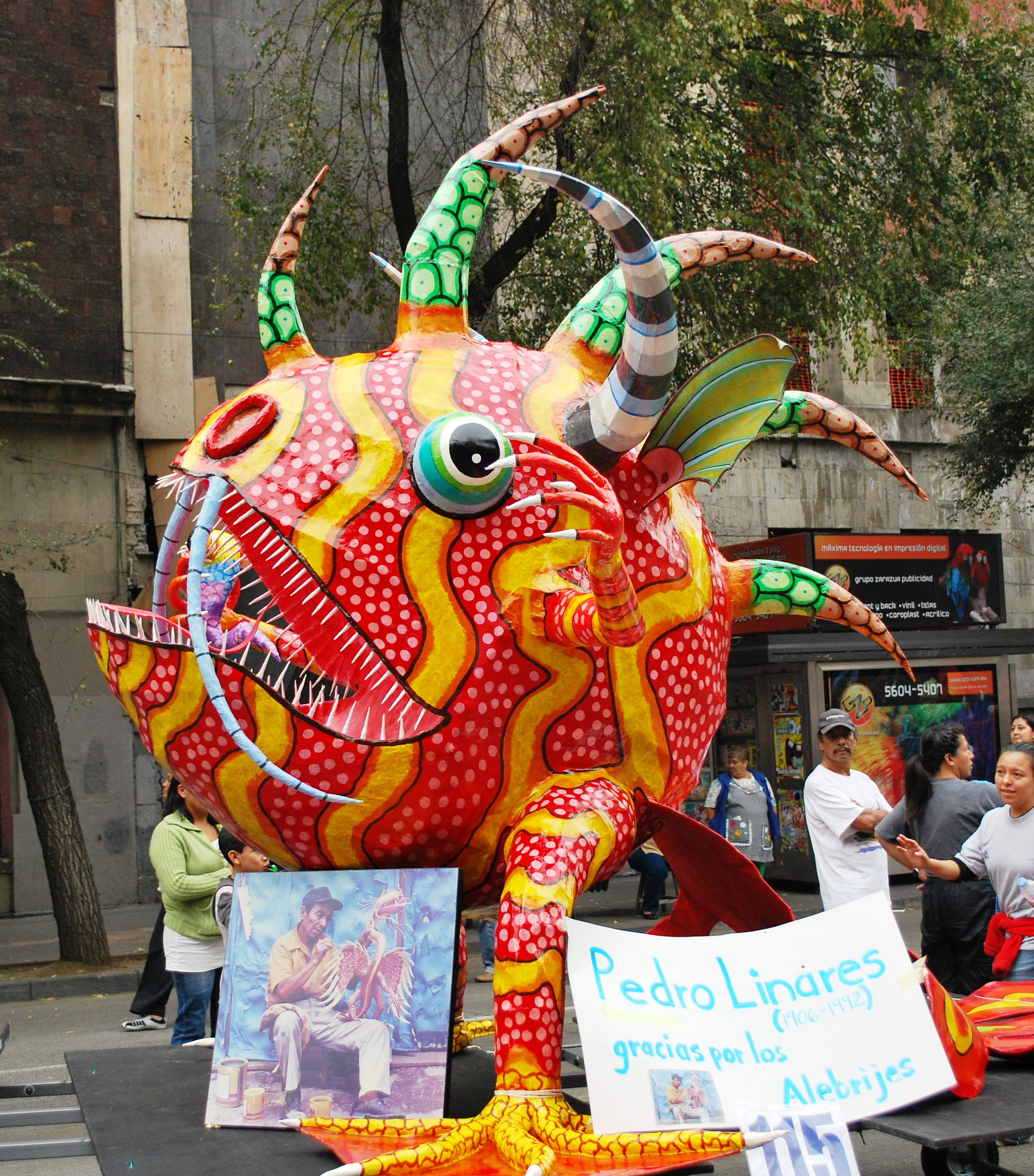
Alebrije dédié à Pedro Linares.

La ville de Mexico a une longue tradition de fabrication d'objets à partir d'une sorte de papier mâché dur appelé cartonería, généralement pour les différents festivals et célébrations de l'année. Il s'agit d'une industrie importante, avec plusieurs familles et individus reconnus pour ce travail, dont la famille Linares et Susana Buyo, surnommée « Señora de los Monstruos » (Dame des Monstres).
Généralement situés dans des quartiers pauvres, les ateliers produisaient une variété d'objets, la plupart liés aux jours fériés tels que le Jour des morts, Noël et le Samedi Saint (Semaine Sainte). Les piñatas sont produites toute l'année, à la fois pour la saison de Noël et pour d'autres types de célébrations telles que les fêtes d'anniversaire. À l'origine, les piñatas étaient fabriquées avec des pots en terre cuite, et elles le sont encore à certains endroits, mais le plus souvent, elles sont faites en carton, dans une grande variété de formes et de tailles. Une autre utilisation traditionnelle de la cartonería est la fabrication des figurines Judas. Conçues pour représenter Judas Iscariote comme la personnification du mal, elles se présentent traditionnellement sous la forme d'un diable et explosent en allumant les différents feux d'artifice attachés à la figurine. Ceux-ci peuvent être assez grands, généralement jusqu'à quatre mètres, mais peuvent être encore plus grands. Aujourd'hui, ces personnages peuvent prendre d'autres formes, soit des créatures fantastiques, mais le plus souvent sous la forme de personnages célèbres, qui, pour une raison ou pour une autre, ont trouvé la disgrâce des gens. Une utilisation plus récente de la cartonería est la fabrication d'objets décoratifs en relation avec le Jour des morts, en particulier des figurines de squelettes.
Une innovation dans le domaine de la cartonería est attribuée à la famille Linares, et plus particulièrement à Pedro Linares au milieu du XXe siècle. Ce sont des créatures fantastiques peintes dans des couleurs vives, et l'un des rares, sinon le seul, artisanat qui caractérise la ville,. Il s'agit d'amalgames de pièces provenant de créatures réelles ou fantastiques, utilisant souvent des armatures métalliques pour soutenir le corps (en particulier pour les grandes pièces) et/ou des protubérances délicates.

## Autres artisanats

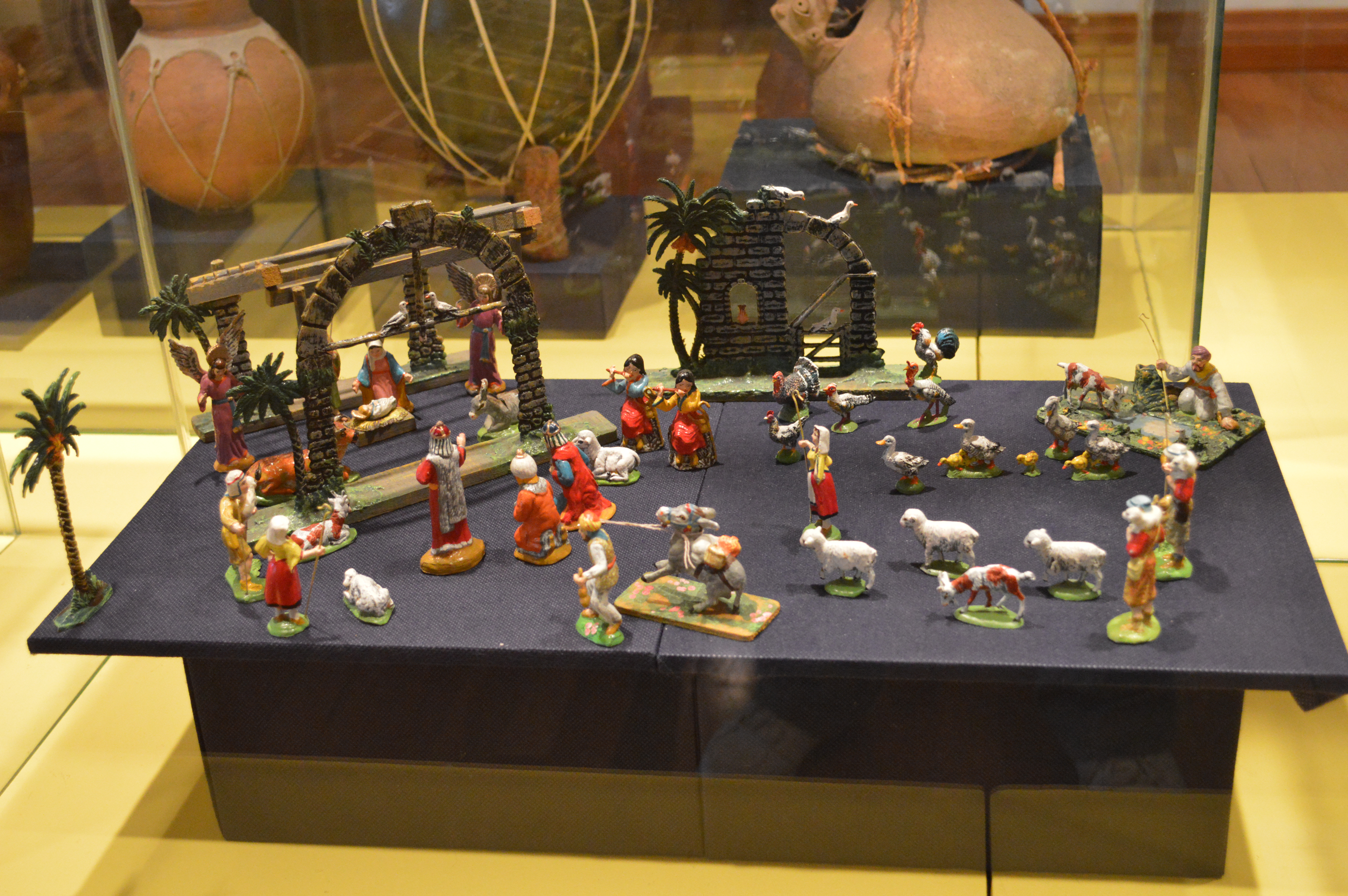
Crèche miniature en plomb exposée au Musée ferroviaire de San Luis Potosí.

Le travail des métaux fins et des pierres (semi-précieuses) est encore important ici et trouve son origine dans la période préhispanique, lorsque la ville est devenue assez puissante pour recevoir ces marchandises comme objets d'hommage. L'or, l'argent, le cuivre et les pierres comme la malachite et l'onyx sont couramment travaillés. L'argent est façonné en plateaux, bols, tasses et bijoux, à la fois dans des designs modernes et traditionnels. L'or est généralement utilisé pour les bijoux. La malachite et l'onyx sont souvent travaillés dans des objets décoratifs à thème préhispanique et des bases de lampes. Un autre métal est l'étain, généralement transformé en objets tels que tasses, cendriers, chandeliers, plaques, cadres, etc.,.
Les figurines et miniatures sont généralement réalisées en argile ou en plomb. Dans la ville, le thème le plus courant est la culture mexicaine (aztèque), mais d'autres cultures indigènes sont également représentées. Il y a aussi une industrie qui fabrique des miniatures en verre d'animaux, des lampes, des carrousels et plus encore.
L'artisanat du bois comprend de petits objets tels que des jouets (toupies, yoyos, marionnettes, etc.) ainsi que des meubles, principalement des reproductions de pièces d'époque coloniale. D'autres objets comprennent des guitares, des masques et des répliques de la Pierre de Tizoc, souvent recouverts de pièces de laque ou de cristal. Le papel picado (papier piqué à la main) est le découpage de papier fin généralement au ciseau ou à l'aide d'un instrument similaire pour créer des objets décoratifs répétitifs de type bannière pour les festivals et les fêtes. À l'origine, ils étaient faits de papier d'amate ou de maguey en raison de son origine préhispanique, mais finalement le papier crêpe a commencé à être utilisé, et parfois il est remplacé par de fines feuilles de plastique.
Les techniques de production textile proviennent généralement d'autres régions du Mexique, apportées par les peuples indigènes qui ont migré vers la ville. Il y a aussi des ateliers qui fabriquent des articles pour les charros tels que des sombreros, des costumes de charro, des bottes, des accessoires en argent et des selles,.
Le travail du verre a été introduit dans la région après son installation à Puebla. Une œuvre remarquable est celle de Felipe Derfingher (aujourd'hui Derfingher Feder), un descendant d'artisans verriers allemands. Leur travail comprend des produits en verre combinés à d'autres matériaux tels que les métaux.
Un certain nombre d'artisanats sont associés à la construction, étant donné la longue histoire de la ville en tant que chef-d'œuvre architectural. Cela a permis la survie de certaines activités telles que la taille de la pierre et le fer forgé artistique, renforcées par le souci de préserver le patrimoine.

## Rôle de la ville en tant que vendeur d'artisanat
L'aire métropolitaine est plus connue pour son rôle dans la vente d'artisanat et d'art populaire que pour sa production. L'artisanat qui y est vendu se divise entre l'artisanat traditionnel ou artisanal, et l'artisanat économique, essentiellement touristique,.
Les meilleurs produits artisanaux mexicains, généralement destinés aux collectionneurs, se trouvent dans les boutiques spécialisées et les points de vente parrainés par le gouvernement, comme ceux de FONART, qui a reçu de célèbres acheteurs, dont Bill Clinton en 2012,. Ces magasins contiennent des pièces authentiques des artisans les plus en vue du pays. D'autres établissements connus sont Parakata dans le centre historique, la boutique de cadeaux du Museo de Arte Popular, Tonalli Artesana Prehispanica à Colonial Juarez et les magasins dans le centre du quartier San Angel dans le sud de la ville. Une exception à cette règle est la disponibilité de paniers tissés à la main de divers états du centre du Mexique au marché La Merced (en).
Les marchandises de moindre qualité et les marchandises de type souvenir se trouvent dans les magasins établis, les marchés fixes de style traditionnel et les marchés de rue appelés « tianguis ». La Ciudadela est un marché traditionnel fixe d'un côté de la Plaza La Ciudadela (coin sud-ouest du centre historique). Il a été créé pour les Jeux Olympiques de 1968 afin de promouvoir l'artisanat mexicain et est resté depuis lors. Il transporte une grande variété de marchandises allant des bijoux aux jouets en passant par les meubles. Le Mercado de Sonora (en) est un autre marché fixe de la commune de Venustiano Carranza. Elle est surtout connue pour ses plantes médicinales et ses fournitures de sorcellerie, mais aussi pour ses produits artisanaux comme les paniers, les poupées, les vêtements et la poterie. Le centre historique de Coyoacán a un marché de type tianguis, mais est permanent. Ceci a été créé dans les années 2010 pour déplacer les vendeurs de la place principale. Il vend surtout des produits artisanaux moins chers, de style curio. Le Centro Artesanal Plaza Garibali est situé dans un bâtiment de trois étages face à la place qui prête son nom. Au premier étage, il y a de petits objets tels que des articles religieux, des poupées et des vêtements. Les deux étages supérieurs ont des objets plus grands ainsi que des sombreros et de l'équipement pour les charros. Le marché artisanal de San Juan est situé dans le centre historique. Dans le hall d'entrée, il y a une exposition de photos sur l'histoire du marché. Le Centro Artesanal Buenavista est situé dans le quartier Colonia Guerrero (en), juste au nord du centre-ville. Elle a plus de 10 000 fournisseurs et vend non seulement de l'artisanat mexicain mais aussi du monde entier,.

## Institutions liées à l'artisanat et à l'art populaire

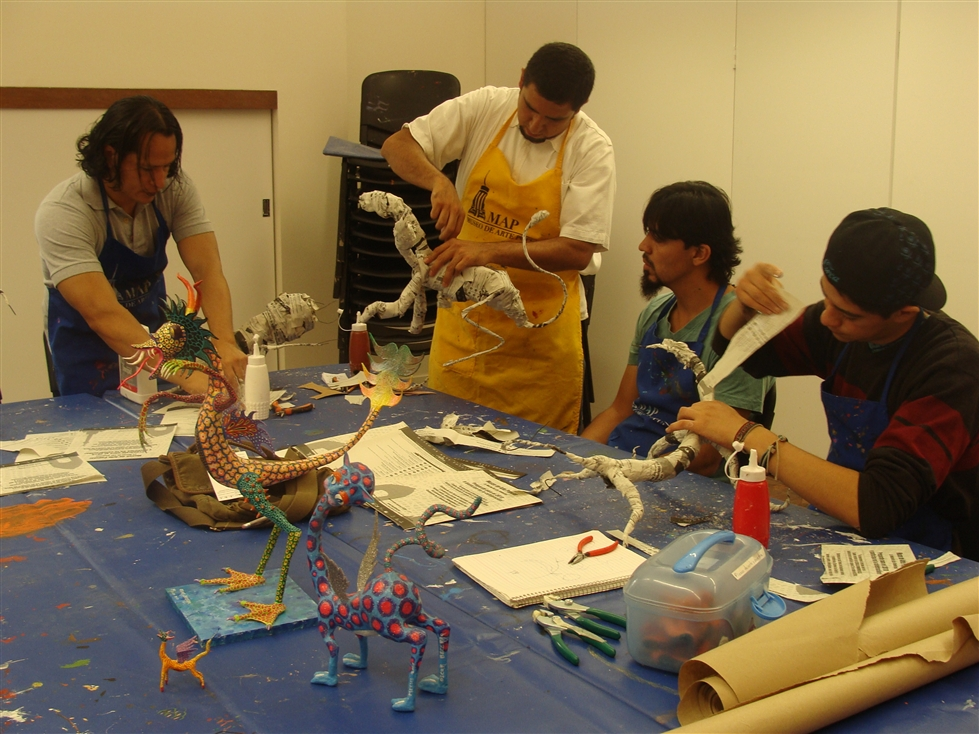
Atelier de cartonería au Museo de Arte Popular.

L'un des moyens d'encourager la survie de l'artisanat est l'organisation de cours dans diverses institutions. Le Secrétariat à l'Éducation publique gère un certain nombre de programmes de formation pour ceux qui s'intéressent à l'artisanat traditionnel et autres métiers. Ils ont une école d'artisanat qui offre des cours de céramique, d'émaillage, de gravure, de fabrication de bijoux, de travail du métal, de textile et de verrerie. La Fábrica de Artes y Oficios Oriente (en) est une institution municipale qui se consacre à la formation des citadins les plus démunis, principalement dans le domaine des compétences commercialisables, ce qui comprend certains métiers artisanaux traditionnels, tels que la cartonería, la menuiserie et le travail du métal. La première installation a été établie dans l'est de la ville, et son succès a conduit à l'ouverture de trois autres.
La ville possède un grand musée d'artisanat et d'art populaire, le Museo de Arte Popular, ouvert en 2006. Son but est de servir de référence pour l'artisanat mexicain et de le promouvoir par le biais d'ateliers et d'autres événements, tant au Mexique qu'à l'étranger, et de valoriser l'artisanat mexicain par la restauration d'œuvres anciennes et la promotion de leur création à l'intérieur et à l'extérieur du musée lui-même. Le musée parraine des cours pour les enfants et les adultes le week-end pour préserver ces traditions.
La ville organise divers événements liés à l'artisanat, tels que le Festival national de l'artisanat (Feria Nacional Artesanal) à Coyoacán, et une foire de cartonería pour préserver et promouvoir l'artisanat dans la ville. Le Museo de Arte Popular parraine un défilé annuel d'Alebrije Monumental, également connu sous le nom de Nuit des Alebrijes, où de très grandes versions de cartonería d'alebrijes sont transportées sur le Paseo de la Reforma. Les alebrijes participantes sont renouvelées chaque année,,.